# NGC 4613
NGC 4613 este o emission-line galaxy⁠(d) situată în constelația Părul Berenicei. A fost descoperită în 9 mai 1864 de către Heinrich Louis d'Arrest.